# 39-й гвардейский стрелковый корпус
39-й гвардейский стрелковый Венский корпус — воинское соединение РККА СССР в Великой Отечественной войне.

## История формирования
В августе 1944 г. из состава частей и соединений, прибывших из действующей армии, а также из вновь сформированных, в составе воздушно-десантных войск было создано три гвардейских воздушно — десантных корпуса: 37, 38 и 39-й, которые в октябре этого же года были сведены в Отдельную гвардейскую воздушно-десантную армию. В неё вошли девять гвардейских воздушно-десантных дивизий — 13, 98 и 99-я (37-й гвардейский воздушно-десантный корпус — командир генерал-лейтенант П. В. Миронов), 11, 12 и 16-я (38-й гвардейский воздушно-десантный корпус—командир генерал-лейтенант А. И. Утвенко), 8, 14 и 100-я (39-й гвардейский воздушно-десантный корпус — командир генерал-лейтенант М. Ф. Тихонов). Командующим Отдельной гвардейской воздушно-десантной армией был назначен генерал-майор И. И. Затевахин. Но в таком составе армия просуществовала недолго.
В августе 1944 года на основании постановления ГК Обороны № ГОКО-6351 от 9 августа 1944 года и директивы ГШКА № орг/2/311737 от 11 августа 1944 года началось формирование 39-го гвардейского воздушно-десантного корпуса.
В состав корпуса вошли две дивизии имеющие богатый боевой опыт — 8-я гвардейская воздушно-десантная Первомайская дивизия и 100-я гвардейская воздушно-десантная Свирская дивизия, а также вновь сформированная на базе 202-й воздушно-десантной бригады — 14-я гвардейская воздушно-десантная дивизия.
В декабре 1944 года на основании приказа Ставки Верховного Главнокомандования № 0044 от 18 декабря 1944 года и директивы ГШКА № орг/2/309529, началось переформирование 39-го гвардейского воздушно-десантного корпуса в 39-й гвардейский стрелковый корпус в следующем составе:
- 100-я гвардейская стрелковая дивизия (бывшая 100-я гв. вдд)
- 107-я гвардейская стрелковая дивизия (бывшая 8-я гв. вдд)
- 114-я гвардейская стрелковая дивизия (бывшая 14-я гв. вдд)

## Участие в Великой Отечественной войне
В феврале-марте 1945 г. стрелковый корпус прошёл с боями почти через всю Венгрию. Особенно кровопролитным был бой за город Папа, начавшийся вечером 25 марта и закончившийся к 3.00 ночи 26 марта взятием этого города. Указом Президиума Верховного Совета СССР за образцовое выполнение боевого задания по овладению г. Папа и проявленные при этом доблесть и мужество 114 гвардейская стрелковая дивизия была награждена орденом Красного Знамени.
 За участие в освобождении г. Вена корпусу было присвоено почётное наименование «Венский».
Приказом Верховного Главнокомандующего присвоено наименование Венских:
38-му гв. стрелковому корпусу;
39-му гв. стрелковому корпусу;
105-й гв. стрелковой дивизии;
114-й гв. стрелковой дивизии;
111-му гв. стрелковому полку (командир — подполковник Алябин, Михаил Панфилович);
144-му гв. стрелковому полку (командир — полковник Лубенченко, Андрей Григорьевич);
184-му гв. стрелковому полку (командир — подполковник Могилевцев, Василий Семёнович);
206-му гв. стрелковому полку (командир — подполковник Ермоленко, Илларион Степанович — до 10.04.1945 года, после — майор Ус, Филипп Тихонович);
232-му гв. стрелковому полку (командир — подполковник Маркелов, Иван Иванович);
304-му гв. стрелковому полку (командир — подполковник Кибкало, Алексей Трофимович);
16-му гв. воздушно-десантному стрелковому полку (командир — подполковник Валиулин, Фатых Нуриевич);
29-му гв. воздушно-десантному стрелковому полку (командир — полковник Зверев, Георгий Ефимович);
2-й отдельной гвардейской истребительно-противотанковой бригаде,
58-й гвардейской артиллерийской бригаде.
39-й гвардейский стрелковый корпус, в составе 9-й гвардейской армии на 2-м и 3-м Украинских фронтах активно участвовал в Пражской наступательной операции.

## Состав
| Дата | Фронт                | Армия                 | В составе (стрелковые) | Другие части, в том числе приданные | Примечания |
| ---- | -------------------- | --------------------- | --- | ----------------------------------- | ---------- |
| 1944 | - 2 и 3-й Украинский | 9-я гвардейская армия | 100-я гвардейская стрелковая дивизия 107-я гвардейская стрелковая дивизия 114-я гвардейская стрелковая дивизия 63-я гвардейская пушечная артиллерийская бригада | -                                   | -          |

## Командование
- Тихонов, Михаил Фёдорович (19.01.1944 — 11.05.1945), генерал-лейтенант.

- Врид командира, зам. командира Маковчук, Николай Матвеевич (январь 1945 — июнь1945) генерал-майор[4].
- Князьков, Сергей Алексеевич (июнь1945 — 01.1946), генерал-майор.